# Abies de Judà
Segons la Bíblia, Abies (en hebreu אבים בן-רחבעם Aviyam ben Rehav'am) va ser Rei de Judà. Va regnar tres anys entre 913-911 a.n.e. segons la cronologia tradicional, o entre 980-978 a.n.e. segons la cronologia bíblica. El seu pare era el rei Roboam, de la Casa de David, i la seva mare es deia Maacà i era neta d'Absalom, fill del Rei David.
Quan Abies va pujar al tron, l'any divuitè del rei Jeroboam d'Israel, van tornar a sorgir hostilitats entre el regne septentrional d'Israel i el meridional de Judà, i va esclatar una guerra. En formació de combat contra l'exèrcit de Judà (400.000 homes poderosos i escollits), hi havia els 800.000 guerrers de Jeroboam. Sense acovardir-se per tal desigualtat, Abies es va dirigir a la multitud de Jeroboam amb un apassionat discurs en què condemnava la seva idolatria.
A la violenta batalla que va seguir, va quedar frustrada l'emboscada de Jeroboam, i mig milió dels seus homes van morir, fet que va ocasionar la fi del seu poder militar. Fins i tot Abies va capturar la ciutat de Betel, on s'havia erigit un dels vedells d'or amb el sacerdoci apòstata de Jeroboam. Durant la seva vida, Abies va tenir catorze dones i trenta-vuit fills, i a la seva mort el va succeir el seu fill Asà.